# Jean-Baptiste Isabey
Jean-Baptiste Isabey (født 11. april 1767 i Nancy, død 18. april 1855 i Paris) var en fransk tegner og portrætmaler især af miniaturer, og far til Eugène Isabey. 
Isabey var elev af Girardet, Dumont og David og kom efter de første trængselsår, hvor David gav ham økonomisk rygstød, snart til ære og værdighed. Under de skiftende regimer forblev han på gunstens tinde. Med portrætter af Marie Antoinette med flere vandt han ry; han portrætterede medlemmer af Nationalforsamlingen, han blev Josephines hofmaler, tegnelærer for Marie Louise, udførte på Talleyrands foranledning portrætter fra Wien-kongressen, blev Karl X’s hofmaler, under Louis Philippe adjungeret konservator for de kongelige samlinger, og Louis Napoleon tilstod ham 1848 6000 francs i årpenge. 
Blandt hans mange ypperlige miniaturer regnes portrætterne af Napoleon til de bedste (han malede også Napoleon og hans marskaller på en Sèvres-vase). Et hovedværk (Førstekonsulens tropperevu i Tuileriegården) kom til Louvre, Wienkongressen til Windsor Castle; til England kom ligeledes det berømte "Marskalstaflet" (Napoleon med sine generaler). Også som litograf fik Isabey betydning: Voyage en Italie i 30 blade m. v. Isabeys kunst er godt repræsenteret i Louvre og Versailles-museet; den svenske konges samling i Stockholm omfatter dygtige miniaturer af Napoleon, kejserinde Josephine, Marie Louise, kongen af Rom m. v.